# Доббиако
Доббиако (Тоблах; итал. Dobbiaco, нем. Toblach) — коммуна в Италии, располагается в регионе Трентино-Альто-Адидже, в провинции Больцано.
Население составляет 3263 человека (2008 г.), плотность населения составляет 26 чел/км². Занимает площадь 126 км².
Покровителем коммуны почитается святой Иоанн Креститель, празднование 24 июня.
Доббиако является одним из самых холодных мест в Италии: средняя температура июля составляет 15 °С со средним максимумом 21,4 °С, средняя температура января составляет −5,8 °C со средним минимумом −8,7 °С. Горнолыжный курорт Тоблах-Доббиако (Toblach-Dobbiaco) известен как место проведения соревнований по зимним видам спорта.

## Демография

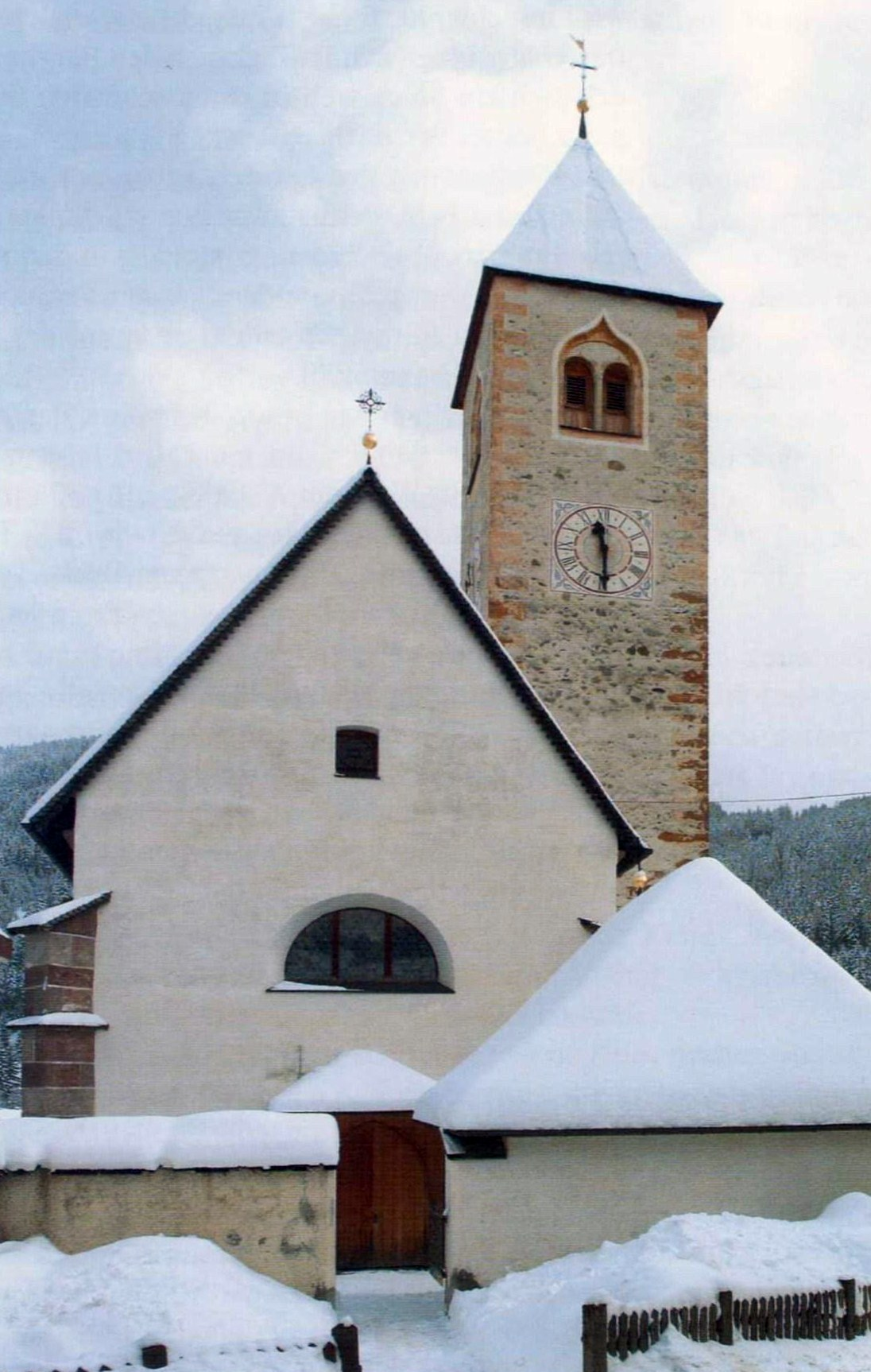
Церковь Сан-Николо зимой

Динамика населения: